# Arctosa laccophila
Arctosa laccophila là một loài nhện trong họ Lycosidae.
Loài này thuộc chi Arctosa. Arctosa laccophila được Eugène Simon miêu tả năm 1910.